# 奧博隆河

奧博隆河（烏克蘭語：Оболонь），是烏克蘭的河流，位於該國中部，屬於克里瓦魯達河的右支流，流經波爾塔瓦州，河道全長32公里。